# Livraria Muito Prazer
Livraria Muito Prazer foi a primeira livraria especializada em quadrinhos de São Paulo, tendo sido fundada nos anos 1970 por Valter da Silva Fernandes. Localizada na Avenida São João, a Muito Prazer foi o principal ponto de encontro de fãs e artistas de quadrinhos (tais como Laerte Coutinho e Roberto Guedes, entre diversos outros) durante os anos 1980, que encontravam lá tanto gibis antigos quanto novidades importadas.
A livraria ganhou o Troféu HQ Mix de melhor ponto de vendas em 1989, 1990 e 1997.